# 延斯·莱曼 (自行车运动员)
延斯·莱曼（德語：Jens Lehmann，1967年12月19日—），德国男子自行车运动员。他曾代表德国参加1992年和2000年夏季奥林匹克运动会自行车比赛，获得二枚金牌和二枚银牌。